# Diana po kąpieli
Diana po kąpieli (fr. Diane sortant du bain) – obraz rokokowego malarza francuskiego François Bouchera.
Po raz pierwszy obraz został wystawiony w pałacu królewskim w Luwrze w 1742 roku. W murach muzeum powstałym w tym samym miejscu znalazło się ponownie w 1852 roku i zostało zakupione od prywatnego właściciela za kwotę 3200 franków. Przez ponad sto lat płótno nie było zauważone i kopiowane przez innych artystów. Dopiero w 1864 roku francuski malarz Edmond Hedouin dokonał pierwszej kopii – rycinę. Po nim obraz Diany zyskał duży rozgłos wśród widzów i modę na kopiowanie m.in. przez Renoira.

## Opis obrazu
Obraz jest typowym obrazem Bouchera, należącym do płócien dekoracyjnych. Na pierwszym planie widoczna jest naga bogini Diana, która przez założoną nogę na nogę przecina obraz diagonalnie odcinając fragment martwej natury u dołu dzieła od pochylonej nimfy. To, iż naga kobieta jest boginią łowów świadczą jej atrybuty ledwo widoczne na płótnie – łuk, strzały i psy myśliwskie. Diana siedzi na jedwabnej tkaninie symbolizującej luksus i kontrastującą z wiejskim odludziem. Kilka szczegółów przedstawionych na płótnie nawiązuje swoją symboliką do historii bogini. Wśród ustrzelonej zwierzyny znajdują się dwa gołąbki, które często były atrybutem Wenery, symbolem miłości. Podobny motyw Boucher zastosował w innym swoim dziele pt. Wenus pocieszająca Amora. Po lewej stronie widoczne są dwa psy. Jeden z nich pije wodę z której chwilę wcześniej wyszła bogini, drugi ma skierowany łeb w stronę zarośli. Scena ta nawiązuje do myśliwego Akteona, który przypadkiem zobaczył Dianę podczas kąpieli, a ta w gniewie zamieniła go w jelenia, a następnie został rozszarpany przez psy.
Boucher malując postać bogini wzorował się prawdopodobnie na obrazie Jean Antoine Watteau pt. Kąpiel Diany (1713/18 olej na płótnie, 80x101, Paryż Luwr), choć i wcześniejsi artyści malowali ją w podobnej pozie m.in. Louis de Boullonge Młodszy (1707), Jean de Bologne, Rubens. Sam autor Diany po kąpieli wykorzystał jej pozę w Odpoczynku nimf po powrocie z łowów (1745, olej na płótnie 91x131, Paryż Musée Cognacq-Jay).